# 武家政権
武家政権（ぶけせいけん）は、日本史上の政治形態の一つ。武家が独自の権力と組織をもって行なった政治的支配のことで、12世紀末の鎌倉幕府の樹立から1867年（慶応3年）の江戸幕府の終末までの約700年間がこれにあたる。
平安時代末期に、貴族階級の衰退と武士階級の飛躍的台頭が起こり、その時の平氏政権は武家の政権ではあったが、独自の武士階級としての権力と組織をもたず瓦解したため、鎌倉幕府の成立をもってその開始期とし、鎌倉幕府、室町幕府、織豊政権、江戸幕府の4つの時期を経て明治維新にいたって終結とする。この700年の内、織豊期を除けば、征夷大将軍が幕府を組織した。武家政権は公家政権と対抗して武家法を樹立し、武家の棟梁のもとに主従制を展開し、全国支配権を拡張した。

## 概要
かつては、12世紀後半の源頼朝による鎌倉幕府の設立から1867年（慶応3年）の徳川慶喜による大政奉還までの約680年間に渡る武家による政権を指していたが、現在はさらにおよそ20年遡る平清盛の平氏政権が最初の武家政権とされている。
しかし、「武家政権」の定義については、曖昧な部分も残されている。例えば、鎌倉幕府は国家の軍事・警察を担う権門の1つで武家や武士「を」統治する権力を有していたが、武家や武士「が」（国家を）統治する権力は有していなかった、とする見解がある。この見解では特に前近代の日本の国家統治において重要な意味を持つ皇位継承に関して、鎌倉幕府は他の武家政権のように積極的に関与した事実の裏付けは無く、承久の乱や元弘の乱のような受動的な要因で関与せざるを得なかったとされ、鎌倉幕府による仲恭天皇の廃位や後堀河天皇・後嵯峨天皇の即位でさえ、幕府の意思に基づく積極的な皇位の廃立ではなく結果論に近く、鎌倉幕府は最後まで治天の君を頂点とする政権傘下の軍事的権門としての立場を脱却できなかった。
武家政権は鎌倉幕府・室町幕府・江戸幕府の幕府体制以外に、幕府以外の政権も含まれる。それには平氏政権・織豊政権が挙げられる。平氏政権は天皇の外戚として政権確立を指向した。織豊政権は戦国大名の統治機構を母体とする強力な中央集権体制であり、その裏づけに天皇・朝廷の権威を利用するという形式を執った。
また、「幕府」が政権を指す名称として使われたのは江戸時代後期以降である。「鎌倉」「室町」政権を含め、成立時点において「幕府」を自称することは無かった。鎌倉、室町武家政権は明治時代半ばまでに「政府」と呼び、征夷大将軍による政権の三幕府に限定したのはその主張が記載された明治23年官撰日本通史が発刊され東京帝国大学の教科書とされた以降である。
源氏による政権は、源頼朝による武力行使により樹立された。足利、徳川の各武家による政権も同様の方法をとった。いずれも形式上朝廷から任ぜられる征夷大将軍職に就いて幕府を開き、封建制とも呼ばれる分権的な統治を行い、地方領主として地域の実効支配権を持つ武士の連合政権の形をとった。武家政権の長は自己の軍事力行使により政権を獲得し、封建制度的な土地所有と法律による支配を実施した。だが、その政権及びその長としての公認はいまだ中央権力としての地位を保っていた天皇からの将軍宣下による、現実的な権力と貴種性の承認によって初めて確立しえた。室町幕府、江戸幕府は、征夷大将軍職を将軍家の男子が代々世襲する一種の王朝だった。

## 歴史
武家政権の誕生以前の日本は、天皇親政、摂関政治、院政など、主に皇族や公家から構成される朝廷機構の中枢から、官人身分の国司を全国に派遣して統治が行われていた。
特に律令制に基づいて統治が行われた奈良時代は、古代からの地方首長の末裔である郡司層の首長権に由来する権威を利用しつつ、国司四等官の主催する国衙機構が、戸籍を編纂して朝廷の統治領域全体に個別の人別支配の網を張り巡らしていた。しかし平安時代になるころから地域社会での階層分化が激しく進み、資本となる動産を蓄積し、安定経営を成し遂げた少数の富豪百姓が、経営が破綻して口分田を失った零細百姓層を隷属下に収めていく動きが激しくなっていった。そのため、国衙機構が戸籍に基づく人別支配をし、なおかつ中央政権の維持に必要な税の徴収を行うことは困難となり、朝廷は、現地派遣の筆頭国司（受領）が前代より大幅に権限委譲された上で、富豪百姓層を通じて地域支配、税の徴収を行う王朝国家体制が10世紀に確立した。この新しい体制下で、国衙軍制を担う戦士として、武士身分が成立した。国衙軍制と武士身分が確立する過程で、初期の武士が自分たちの地位確立を目指して行った条件闘争が武装蜂起にまで拡大し、平将門と藤原純友らによる承平天慶の乱に至った。この乱は短期間で鎮圧されたが、この渦中に平将門は坂東諸国の国衙機構を掌握して「新皇」を称し、これは地方の「小律令国家体制」にすぎず新しい制度を立てようとするものではなかったが、武士による律令体制からの自立を図ったことで、これを源頼朝の東国武家政権の先駆とする見方もある。
さらに11世紀に荘園公領制が成立すると、対等な権利主体となった荘園と公領（国衙領）の間に武力紛争が多発し、荘園の現地管理者である荘官、公領の現地管理者である惣司、郡司、郷司、保司には武芸の家の者たる武士が任命されるようになった。こうして武士は地方領主化して地域の実効支配者としての地位を築いていった。

### 平安時代末期
平安時代末期、平清盛が朝廷の内紛に起因する保元の乱と平治の乱で、武功を挙げ武力の重要性を支配貴族層に知らしめて、軍事権門としての地位を確立した。そして、武家としては初めての太政大臣に任じられ、政権を獲得した。平氏政権は、各地の在地武士を家人制で弱い形だが組織化するとともに、全国の武士が天皇の内裏を警護する大番役勤仕の国家的軍役負担を国衙制を間に置くが差配をして、初の武家政権とされる。さらに清盛は守護・地頭などの諸制度を創設し、前述の組織化と内裏警護大番役制度とともに後の頼朝政権に強化され引き継がれた。しかし、伊勢平氏（平家）一門で朝廷の官位を占め、清盛自身は天皇の外戚となるなど、従来の摂関政治と大差は無かった。既存のシステムの中に武家出身者を浸透させる事には成功したものの、武家による独自の政治体制の構築方法が見いだせず旧態依然の政治を行い、その中での平家一門の贅沢な暮らしや異様な出世、繁栄などを誇示するにとどまった。そのため、地方の実効支配者としての地位の向上を望む多数の地方武士は、中央の軍事権門と結んで、強権を得て支配強化を望んでいたが、その利益代表者の位置を十分構築できず、同時多発反乱の中から台頭した源義仲や源頼朝らによって滅ぼされた。

### 鎌倉時代
本格的な武家政権は、源頼朝が鎌倉幕府を開いた事により始まる。頼朝は、当初国衙の主として朝廷公家に追い使われていた東国武士集団による反乱の旗手として登場する。しかし平家打倒の治承・寿永の乱を経て、寿永2年/治承7年（1183年）に後白河院から東国における統治権的支配権（東海道・東山道の実質的支配権）を認める寿永二年十月宣旨を与えられる。そして右近衛大将に任じられるがすぐに辞任して鎌倉に戻り翌建久2年（1191年）正月に前右大将として「政所吉書始」を行い家政機関を設置する。これが発展し鎌倉を本拠とした地方政権を樹立し、文治元年11月29日文治勅許で東国を中心に守護（当初は国地頭）と地頭の設置を朝廷に認めさせ全国の軍事総動員体制を掌握する。その武家権力としての独立性を保つ機構を作るためと、武家統制のため「大将軍」の称号を求め、近衛大将より格下の征夷大将軍に任ぜられ、その権力機構として幕府を開いた。
この時点ではまだ東国中心の地方政権であったものの、天皇・上皇と下部機関だが並立する武家権力が誕生した。頼朝とその子らの河内源氏嫡流（源家）一門は三代で滅びるが、外戚でもあった御家人の北条氏は、摂家から藤原頼経を迎えて将軍へと就任させ、以後「摂家・宮将軍」を続け、自身は執権として政権を握る。
そして承久の乱で鎌倉の武家権力が朝廷権力に勝利し、西国にも守護地頭を置き支配権を広げ、ついには初の全国統一の武家政権となった。北条氏は、貴族も含めた京都側の指導者を殺害処刑、生殺与奪をおもうがままにし、武家の優位を確立する。朝廷の固有武力を解体し在京御家人を置き、朝廷と皇位継承に介入し、六波羅探題を設置する。各地で地頭は国衙領や荘園へ浸食し、武家政権は全国への支配を強めるとともに、支配勢力としての民をいたわり育てる撫民思想が武士階層に浸透し、武家政治が成熟していった。
鎌倉時代後期になると有力御家人との権力闘争を勝ち抜いた執権北条氏の専制が強化される一方で、元寇なども原因となり、多くの御家人が経済的、政治的に没落するようになり、鎌倉幕府に対する不満が高まっていった。これが後醍醐天皇による倒幕と結びつき、鎌倉幕府は足利氏や新田氏等の有力な御家人にも離反され、滅亡に至る。

### 南北朝時代
後醍醐天皇らが鎌倉幕府を滅ぼして建武の新政を開始したことで、武家政権は中断する。しかし新政は武家への恩賞施策と武家領を減らし国衙領の復活を目指す後醍醐天皇の独裁と公家優先の政策で、武家の支持を得られずに混乱した。足利尊氏は中先代の乱の鎮圧を機に後醍醐天皇から反旗を翻すと、多くの武家が結集し建武政権を攻め、後醍醐天皇は三種の神器を持って逃亡した。直後に尊氏は陸奥の北畠顕家軍に敗北し九州に落ち延びるも、勢力を盛り返し光厳上皇の院宣を掲げて入京。一時後醍醐天皇と和解するが持明院統の光明天皇を擁立（北朝）して室町幕府を開いた。そのため後醍醐天皇は再び武家権力との対立を深め、吉野に南朝を開き南北朝二つの勢力に分かれて全国的な争乱の時代となる。南北朝時代の到来である。三代将軍足利義満の時、明徳の和約によって南北朝は合一するが、事実上の南朝の吸収である。南北朝のせいで混乱はしたが、しかし、南朝が一時存在し、正平3年/貞和4年（1348年）高師直による本拠の吉野陥落と賀名生敗走でも完全に滅ぼされず、後に合一する形になったから、その後も天皇が武家に対して対抗できる権威を持ち続け、継続していく力になったという指摘がある。

### 室町時代
室町時代、三代将軍である足利義満は、朝廷からの権力簒奪による治天の君を目指し策謀を図り、中国の明から「日本国王」に冊封される。さらに義満は叙任権、祭祀権や元号の改元、治罰の綸旨の封印など権限を奪っていき治天の権限を代行して天皇・朝廷の権威は史上最も低下した。その体制化として三男・義嗣の天皇即位を目指したがその前に義満の死亡で挫折する（ただし、義満が治天の権限を握ったのは朝廷再建・改革が目的であったとする反論もある）。
また守護は、当初は国司の業務や地頭の権限への介入を禁じられていたが、応仁の乱以後の地方定住と権力の拡張の結果次第に領主化して室町後期には地方支配も進み、この頃の守護は守護大名と呼ばれる。並行して室町幕府はわずかに近畿地方を本拠とした地方政権と化し、細川氏や三好氏といった幕臣たちが力を増していった。それにより15世紀中期からの国内統治は幕府・守護体制とよばれる。
義満以来長年封印されてきた治罰の綸旨は永享の乱で復活し乱用されることになり天皇の権威復活の端緒となった。
明応の政変までに天皇は武家権力の言いなりとなるがその代わり武家執奏されて行ったことに対して後に政治的責任を問われない免責原則を得る。

### 戦国・安土桃山時代
戦国時代、力を増した守護大名間や幕臣同士の対立が将軍の後継問題などにも結びつき、大規模な内乱となったのが応仁の乱で、これを契機とし、明応の政変から室町幕府は全国的な支配権を失い畿内のみの地方政権化してわずかな権威を保っていた。多くの守護は国内統治権を失い、勢力を回復した一部の守護や守護代・国人等多様な出自をもつ戦国大名などの地域権力が約150家出現し、勢力を拡大したものは一国以上の領域を支配する大名領国を形成した。これら戦国分国はすべて実力で形成され、朝廷や幕府の委任などしたものではなく承認は形式にとどまった。武家権力は決定的な勢力となるが、その一方で成り上がった戦国大名は中央権門と接触を持ち、朝廷から官位官職を受けて権威や大義名分を得た。大内氏の直奏による大宰大弐の獲得に始まる戦国大名の勢力拡大の実利目的の官職任免がされるようになった。毛利氏が蘭奢待の切屑を天皇から下賜されるだけで狂喜するなど、コンプレックスの中で京風の公家文化が武家に浸透し、天皇崇拝が強まった。こうして武家の台頭の中で天皇の権威は新たな形で復興した。
戦国大名家のなかで尾張国の織田信長は将軍足利義昭を擁して上洛したが、義昭と対立を深め、元亀4年（1573年）には将軍義昭を追放して室町幕府を滅ぼし、信長は右大将に任官し、「天下人」として強力な中央集権の織田政権を築いた。天下統一の手前での信長の横死によって、後を継いで天下人となった豊臣秀吉は統一政策を完成し、公家である近衛前久の猶子として関白宣下を受け、豊臣政権を成立させた。秀吉は忠実な天皇の侍大将として信長より前の室町幕府武家政権としての成果と文書体系をも覆し天皇にひれ伏した。秀吉の死後に、関ヶ原の戦いで勝利し戦国大名を統括してその実力で徳川家康は次の天下人となった。そして、吾妻鏡を手本として足利氏と同族の清和源氏新田氏流を称し、征夷大将軍職に就き、江戸幕府を開いた。朝廷は、形式的に武家の棟梁だと是認し、家康が望んだ征夷大将軍職を与えた。なお、織田政権の前に三好長慶と堺公方による三好政権を武家政権として数えることもある。

### 江戸時代
江戸時代は264年間に渡って続いたが、幕府は朝廷を禁中並公家諸法度などにより統制した。政治から分離し必要時に天皇の権威を利用する形で、当初軋轢はあったが東山天皇の代に協調路線となり抑え込まれる。地方政治は藩によって行われ、幕府と合わせて幕藩体制と呼ばれる。幕府は儒教の一つである朱子学を盛んにし、それを根拠に自らの権力安定を図った。一時は荻生徂徠、室鳩巣、山鹿素行などの儒者たちにより徳川「公儀」が「朝廷」と呼ばれ、あるいは「王」とも呼ばれた。新井白石は将軍家宣の講書『読史余論』などで現・朝廷は北朝の末裔で武家のために成立させたと説き、徳川家は関ヶ原の戦いの勝利で天命が改まり全国支配していると、天皇に正当性の根拠を求めず、王朝交代的な認識をした。しかしその一方で鎌倉幕府を模範とした独立型の幕府としたにもかかわらず、世の中の安定や儒学の隆盛を背景に大日本史の編纂を契機として、戦国期に復興した天皇の権威は再生して上昇し、18世紀に飢饉などで幕府の権威が動揺すると江戸幕府は朝廷から政権を委任されているとする大政委任論が大きくなり、国学者に始まり、天明8年（1788年）松平定信など幕府の中枢も捉えるようになる。また武家権力による天下統一のため農地を基礎とする政権となっていたが、商工業の隆盛による前期資本主義的社会の成立に財政徴税などの基本体制が対応できず、幕府各藩とも大商人からの借入が拡大し破綻していく。商人はわずかな街の共益金負担のみで無税であった。御用商人への御用金の納入や大名貸しの踏み倒しなどの軋轢はあったが武家権力が社会の変化に追いついていかない状態になる。やがて江戸時代末期になると幕府の財政的な傾きと共に尊皇思想が広まっていく。

### 幕末
江戸時代末期になり、諸外国が幕府に開国・通商条約締結を求めると、尊皇攘夷などの倒幕運動が盛んとなり、公武合体の不調、長州征討の敗北による政情不安の中で十五代将軍の徳川慶喜は大政奉還を行い、武家政権は終焉を迎えた。ただし徳川家としての武家権力は残るが、やがて鳥羽・伏見の戦いに始まる徳川家を中心とする勢力と改革により復興した西国の西南諸藩である薩長土肥ら雄藩との内戦の戊辰戦争は朝廷による官軍となった薩長土肥側の勝利となる。しかしこれは雄藩側も各藩の実務下級藩士勢力が藩上層部と対立の末に主導権を握って推進し、明治維新の過程で明治政府の指導層となるクーデターという面を持っている。以後の日本は明治政府が統治を行い、大名は華族、他の武士は士族とされ、武家は消滅していった。武家の思想は、教育による家族制度の徹底化や徴兵制による軍事国家など明治近代日本に変化した形で生き残り、その後の日本を生み出す元になった。

## 武家政権の一覧
中央政権
- 平氏政権（平家）
- 鎌倉幕府（源氏・北条氏）
- 室町幕府（足利氏）
- 織田政権（織田氏）
- 豊臣政権（豊臣氏）
- 江戸幕府（徳川氏）

中央政権に準じるとされる政権
- 細川政権（細川氏）
- 三好政権（三好氏）